# Witalij Piasniak
Witalij Iwanawicz Piasniak (biał. Віталій Іванавіч Пясняк; ur. 9 września 1996) – białoruski zapaśnik startujący w stylu wolnym. Zajął 22. miejsce na mistrzostwach świata w 2019. 
Czternasty na mistrzostwach Europy w 2019. Czternasty na igrzyskach europejskich w 2019. Dziesiąty na igrzyskach wojskowych w 2019. Srebrny medalista mistrzostw świata wojskowych w 2023 i brązowy w 2017. 
Pierwszy na ME U-23 w 2019, drugi w 2017 roku.